# Pic grantia
Gecinulus grantia
Espèce
Statut de conservation UICN

 LC  : Préoccupation mineure
Le Pic grantia (Gecinulus grantia) est une espèce d'oiseau de la famille des Picidae, dont l'aire de répartition s'étend sur l'Inde, le Népal, le Bhoutan, le Bangladesh, la Birmanie, la Thaïlande, le Laos, le Cambodge et le Viêt Nam.

## Liste des sous-espèces
- Gecinulus grantia grantia (Horsfield, 1840)
- Gecinulus grantia indochinensis Delacour, 1927
- Gecinulus grantia poilanei Deignan, 1950
- Gecinulus grantia robinsoni Kloss, 1918
- Gecinulus grantia viridanus Slater, 1897
- Gecinulus grantia viridis Blyth, 1862 — Pic des bambous